# 法拉蒙德
法拉蒙德（法語：Pharamond，又译法腊蒙，370年—428年）是一位传奇的法兰克人早期首领。对他最早的记载出自8世纪卡洛林王朝时期的法国史料《法兰克史》（法語：Liber Historiæ Francorum，又称《法兰克人的传奇统治》）。在这本写于727年左右的史料中，未署名的作者开始讲述神话般的法国早期历史。作者写这本书的目的是给一些人加以不平凡的过去。

## 传奇
《法兰克史》中的故事讲述的是第一任法国国王的选举。在法兰克国王松诺（Sunno）死后，他的兄弟马尔科梅尔（阿普西瓦利部落、卡蒂部落的首领）提出法兰克各部落应该拥有一个统一的国王，而这是违背法兰克人传统的。马尔科梅尔的儿子法拉蒙德被选举为第一任国王；他死后，由他的儿子克洛迪奥（Chlodio）继承王位。从此以后，法兰克人的国王制度确立了。
由于没有任何可信的资料可以证实法拉蒙德这个人物的存在，也无法证实他是在克洛迪奥之前（克洛迪奥在428年左右继承王位），所以有学者认为他是一个虚构人物，而并非历史人物。。从其他来源了来看，比如比《法兰克史》一书早一百余年的史学家多爾第·格雷革里的著作来看，之后的一段时间有很多“国王”的存在，因此这是一个十分可疑的问题。即使法拉蒙德真的存在，他是否是法兰克人公认为国王也值得怀疑。就像第一任被史学界承认的法国国王克洛维一世死后，他的四个儿子又把国土划分为几部分，各自称国王。
法拉蒙德的神话后来演变成为新的传奇故事，在过去，史学家普洛斯波·提洛也曾想写关于法拉蒙德的故事。马丁·波桂在更晚的时间也曾虚构出法拉蒙德的整个历史。

## 逝世
法拉蒙德死于428年。

## 配偶与子女
法拉蒙德与欧戈塔结婚，生有一子克洛迪奥。

## 资料来源
- 都尔的额我略：编年史《法拉克笔记》420《法拉蒙德统治下的法国》("Pharamundus regnat in Francia" - Annales Francici, page 151)
- 让布卢的西格伯特认为法拉蒙德处于马喀莫与克洛迪欧之间。("Post Marcomirum filius ejus Faramundus fuit, rex crinitus, a quo Franci crinitos reges habere coeperunt. Post quem Clodius filius ejus regnans Francis a Thoringia advectis Gallias invasit, et capta urbe Tornaco Cameracum usque progressus multos Romanorum in Galliis peremit"  （页面存档备份，存于）)他从马喀莫开始写法国历史。
- 圣额我略认为一群特洛伊人逃到亚速海，然后进入潘诺尼亚，他们后来演变成为Sicambri部落（法兰克人的一部分），居住在奄蔡人附近。370年，一部分奄蔡人迁徙到高卢，更晚他们又迁到西班牙，直到西哥特人到达这里，他们才迁移出去。后来，他们以马喀莫为首迁移到日耳曼尼亚，并在莱茵河畔建立了王国。马喀莫死亡后，法拉蒙德担任国王。
- 在《法兰克史》第8章中有关于法拉蒙德怎样改变法兰克人的法律的叙述。( page 229)

## 文学作品中的法拉蒙德
法拉蒙德王的形象后来曾在崔斯坦爵士和亚瑟王等传说中出现。
法拉蒙德曾出现在威廉·莎士比亚的《亨利五世》第一幕，场景2中，作为禁止女性继承法国王位的萨利克法的创始者。
他出现在格奥尔格·弗里德里希·亨德尔创作的歌剧《Faramondo》的标题中。
法拉蒙德也是漫画《The Sandman》和《Lucifer》中的配角。

## 脚注
1. ↑  李玉民译版《巴黎圣母院》：沿着大厅四面高高的墙壁，在门与门之间，窗户和窗户之间，边柱和边柱之间，没完没了地排列着自法腊蒙以下法国历代君主的雕像
2. ↑  McKitterick, History and Memory in the Carolingian World, p.8
3. ↑  Liber Historiæ Francorum 4-5, MGH Scriptores rerum Merovingicarum II, ed. B. Krusch, Hanover, 1888, pp. 245-246
4. ↑  Wood, Ian. The Merovingian Kingdoms, 450-751. 1. Essex, England: Longman Group Limited, 1994. p.37
5. ↑  Wood, The Merovingian Kingdoms, p. 36.
6. ↑  Gibbon, Edward. The History of the Decline and Fall of the Roman Empire. ed. Rev. H. H. Milman. Boston: Phillips, Samson, and Company, 1852. Vol. 3, p.314 Ftn.169. 6 vols.